# Aufbau Ost (1940)
Aufbau Ost (Opbygning Øst) var det tyske operationsnavn for mobiliseringen af styrker før indledningen af Operation Barbarossa og den efterfølgende invasion af Sovjetunionen.
Den 8. august 1940 gav Adolf Hitler Walter Warlimont, der var Alfred Jodls næstkommanderende, ordre til at fastslå de sovjetiske styrkers placering mod øst. Det tilhørende direktiv blev underskrevet den følgende dag af Wilhelm Keitel. Heraf fremgik det, at på grund af truslen om et britisk luftangreb mod det østlige Tyskland var det nødvendigt at bruge de østlige områder til opstilling og træning af nye enheder. I overensstemmelse med direktivet begyndte bygningstjenesten Organisation Todt at etablere den fornødne infrastruktur til at kunne understøtte en invasion og enheder i bagområderne styrede den logistisk støtte i øst. I mellemtiden blev der gjort forberedelser til at tilpasse de sovjetiske jernbaners sporvidde, så den passede sammen med normalsporvidden i Vesteuropa.  